# Enric Hernández March
Enric Hernández March   (Barcelona, 9 de juny de 1959), de nom de ploma Enric H. March, és un historiador i blocaire català.

## Biografia
És llicenciat en filologia hispànica i semítica, i el 2022 exercia com a professor d’història.
Fruit de la seva recerca en arxius, ha publicat algunes obres sobre diversos aspectes de la història de Barcelona, com El Rec Comtal (2016), o Barcelona. Freak show (2021), una investigació enciclopèdica feta sobre zoològics humans a la ciutat des del segle xviii fins a l’any 1939.
El 2022 va formar part del jurat del premi Santa Eulàlia de novel·la sobre Barcelona, convocat per Àfora Focus i l'editorial Comanegra, juntament amb Llucia Ramis, Alba Cayón (Comanegra) i Jordi González (Focus).
El 2000 va ser campió de Catalunya dels 800 metres llisos en pista coberta, en la categoria de veterans d'entre 40 i 44 anys.

## Obres
- El Rec Comtal.  Viena Edicions, 2016. ISBN 978-84-8330-903-2.
- Somorrostro. Mirades literàries (coordinador).  Ajuntament de Barcelona, 2018.[9]
- Barcelona. Anatomia històrica d'una ciutat.  Viena Edicions, 2018. ISBN 978-84-949066-4-0.[10]
- Guia del Rec Comtal: Caminant pel Rec i la seva història.  Viena Edicions, 2019. ISBN 978-84-17998-00-4.[11]
- Barcelona: Freak show. Història de les barraques de fira i els espectacles ambulants del segle xviii al 1939.  Viena Edicions, 2021. ISBN 978-84-9156-356-3.[5]